# World Painted Blood
World Painted Blood è il decimo album in studio del gruppo musicale statunitense Slayer, pubblicato il 30 ottobre 2009 dalla American Recordings.
Il disco è stato l'ultimo realizzato con il chitarrista Jeff Hanneman, scomparso il 2 maggio 2013 a causa di una cirrosi epatica, e con il batterista Dave Lombardo, licenziato dal gruppo agli inizi del 2013 e sostituito da Paul Bostaph nello stesso anno.

## Descrizione
Anticipato dal singolo Psychopathy Red, le sonorità dell'album sono molto vicine a Hell Awaits, Reign in Blood, South of Heaven e Seasons in the Abyss. La ritmica è piuttosto rude, caratterizzata dai classici ritmi speed e thrash metal. Unica peculiarità sono i cambi di tempo, insoliti per lo stile degli Slayer. In diversi brani le due chitarre hanno un'accordatura più grave, come si può riscontrare nella seconda parte del brano Not of This God, dal riff violento e primitivo.
Un'edizione speciale dell'album contiene un cortometraggio di 20 minuti intitolato Playing with Dolls, diretto da Mark Brooks. Questo video mostra la storia di un serial killer che "colleziona" parti corporee di donne per poi usarle allo scopo di "ricomporre" il corpo della madre, a sua volta uccisa da un altro serial killer quand'egli era bambino.

## Tracce
Testi e musiche di Kerry King, eccetto dove indicato.
1. World Painted Blood – 5:53 (testo: Tom Araya, Jeff Hanneman – musica: Jeff Hanneman)
2. Unit 731 – 2:39 (Jeff Hanneman)
3. Snuff – 3:42
4. Beauty Through Order – 4:36 (testo: Tom Araya, Jeff Hanneman – musica: Jeff Hanneman)
5. Hate Worldwide – 2:52
6. Public Display of Dismemberment – 2:34
7. Human Strain – 3:09 (testo: Tom Araya, Jeff Hanneman – musica: Jeff Hanneman)
8. Americon – 3:22
9. Psychopathy Red – 2:26 (Jeff Hanneman)
10. Playing with Dolls – 4:13 (testo: Tom Araya, Jeff Hanneman, Kerry King – musica: Jeff Hanneman)
11. Not of This God – 4:20

Traccia bonus nell'edizione giapponese
1. Psychopathy Red (Explicit Live Version) – 2:46 (Jeff Hanneman)

DVD bonus nell'edizione deluxe
1. Playing with Dolls – 18:26

## Formazione
Gruppo
- Tom Araya – voce, basso
- Jeff Hanneman – chitarra
- Kerry King – chitarra
- Dave Lombardo – batteria

Produzione
- Greg Fidelman – produzione, missaggio, registrazione
- Rick Rubin – produzione esecutiva
- Dana Nielsen – registrazione
- Sara Killion – assistenza alla registrazione
- Dan Monti – montaggio
- Pete Penner – assistenza tecnica
- Vlado Meller – mastering
- Mark Santangelo – assistenza al mastering
- Linday Chase – coordinazione alla produzione

## Classifiche
| Classifica (2009)       | Posizione massima |
| ----------------------- | ----------------- |
| Australia               | 9                 |
| Austria                 | 13                |
| Belgio (Fiandre)        | 38                |
| Belgio (Vallonia)       | 40                |
| Canada                  | 8                 |
| Danimarca               | 26                |
| Finlandia               | 12                |
| Francia                 | 28                |
| Germania                | 7                 |
| Italia                  | 26                |
| Norvegia                | 15                |
| Nuova Zelanda           | 16                |
| Paesi Bassi             | 15                |
| Spagna                  | 59                |
| Stati Uniti             | 12                |
| Stati Uniti (hard rock) | 2                 |
| Stati Uniti (rock)      | 4                 |
| Svizzera                | 14                |